# Монастырь Святого Ефрема Сирина
Монасты́рь Свято́го Ефре́ма Си́рина (греч. Ιέρα Γυναικέια Κοινοβιακή Μονή Οσιόυ Εφραίμ του Συρόυ) — женский православный монастырь Китросской, Катерининской и Платамонской митрополии Элладской православной церкви, расположенный в полутора километрах от посёлка Кондариотисса и в шести километрах к юго-западу от города Катерини, в Греции.

## История

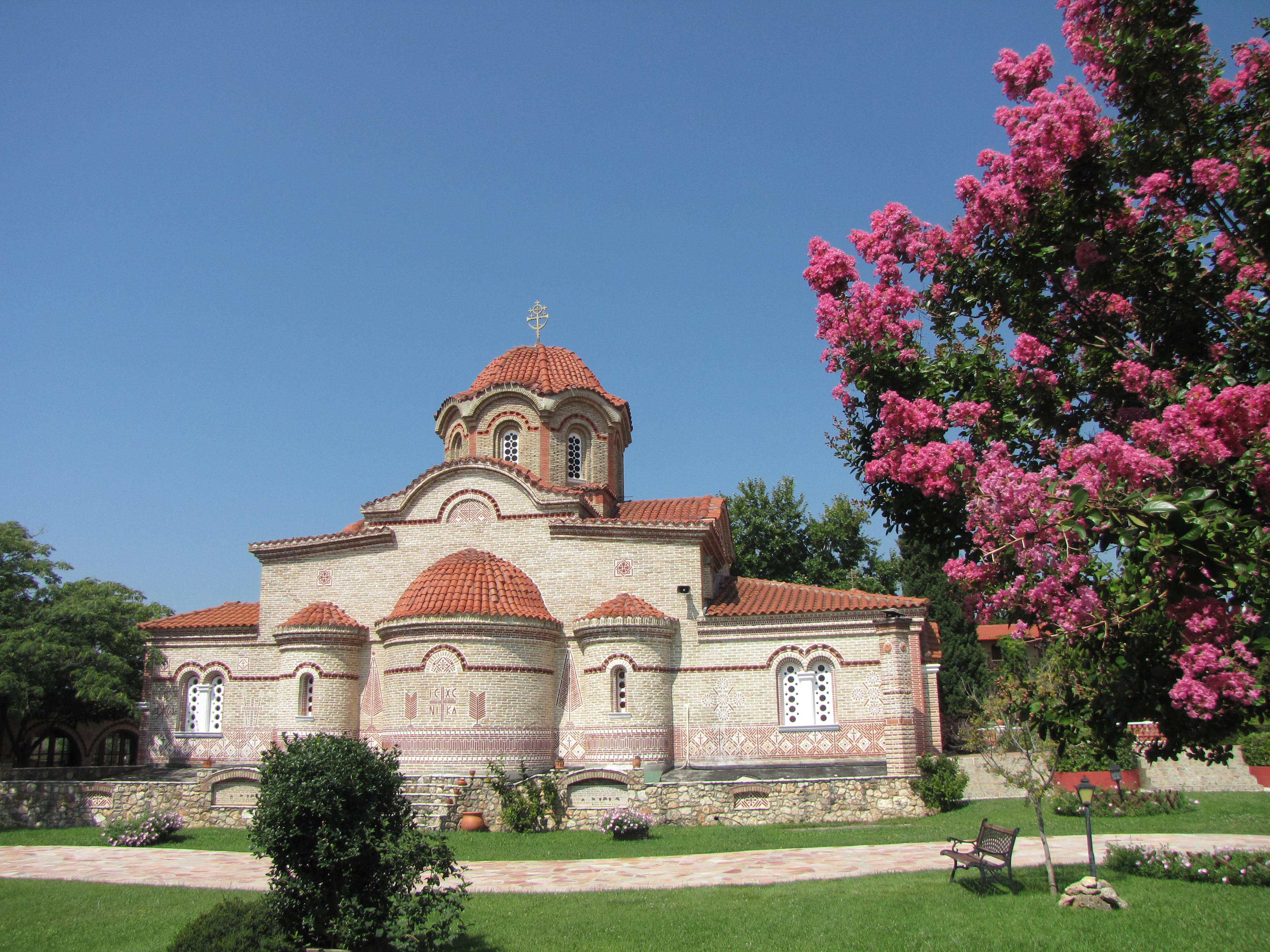
Монастырский кафоликон

Монастырь был основан в 1983 году нынешней настоятельницей обители игуменьей Екатериной, духовной дочерью преподобного Порфирия Кавсокаливита, и числился как частная келия, а в 1985 году включён в состав Китросской, Катерининской и Платамонской митрополии. Монастырь находится на высоте 151 метр над уровнем моря, в полутора километрах от посёлка Кондариотисса, а общая площадь монастырской территории составляет около 21 гектара.
Главный монастырский храм построен в византийском стиле и освящён в 2000 году во имя покровителя монастыря преподобного Ефрема Сирина и иконы Богоматери «Живоносный источник». Главными святынями собора являются — части мощей святого Ефрема Сирина, святой мученицы Екатерины, а также чудотворная икона Богородицы «Dakryroousa» («источающая слезы»). Собор обители дополнен приделами во имя святых великомученицы Екатерины и Порфирия Кавсокаливита. В цокольном этаже находится храм во имя святого Иоанна Предтечи и святых новомученников Рафаила, Николая и Ирины.
В комплекс основного монастыря, к северу собора, входит также обширный сестринский корпус и декоративный сад с вольерами для птиц; к югу — архондариками для приёма паломников и церковной лавкой.
К югу от монастыря на обширной территории среди садовых насаждений расположены церковь и помещения для проведения крещений и венчаний, праздничных мероприятий и отдыха паломников.
На монастырском кладбище находится освящённая в 2015 году церковь во имя святого Лазаря и преподобного Саввы, возведённая россиянами — духовными чадами соборного старца русского афонского Пантелеимонова монастыря отца Лазаря (Петушкова), в память о своём духовном наставнике. Отец Лазарь провёл последние месяцы болезни перед своей кончиной на попечении сестричества монастыря преподобного Ефрема Сирина.